# Mihaela Buzărnescu
Mihaela Buzărnescu (nació el 4 de mayo de 1988) es una jugadora de tenis profesional rumana que se encuentra inactiva desde agosto de 2022.
Su mejor clasificación en la WTA ha sido la número 20 del mundo, lograda en agosto de 2018. En dobles alcanzó la posición 24 del mundo, en octubre de 2018. Hasta la fecha, ha ganado 1 título de individuales y 2 de dobles de la WTA además de 22 títulos individuales y 33 títulos de dobles en el ITF tour.
Hizo su debut en Grand Slam en el US Open 2017 tras pasar la clasificación de la previa.

## Títulos WTA (3; 1+2)

### Individual (1)
| Leyenda                                |
| -------------------------------------- |
| Grand Slam (0)                         |
| Juegos Olímpicos (0)                   |
| WTA Tour Championships (0)             |
| P. Mandatory & Premier 5, WTA 1000 (0) |
| Premier, WTA 500 (1)                   |
| International, WTA 250 (0)             |

| N.º | Fecha               | Torneos  | Superficie | Oponente en la final | Resultado |
| --- | ------------------- | -------- | ---------- | -------------------- | --------- |
| 1.  | 5 de agosto de 2018 | San José | Dura       | María Sákkari        | 6-1, 6-0  |

#### Finalista (2)
| N.º | Fecha               | Torneos | Superficie    | Oponente en la final | Resultado     |
| --- | ------------------- | ------- | ------------- | -------------------- | ------------- |
| 1.  | 13 de enero de 2018 | Hobart  | Dura          | Elise Mertens        | 1-6, 6-4, 3-6 |
| 2.  | 5 de mayo de 2018   | Praga   | Tierra batida | Petra Kvitová        | 6-4, 2-6, 3-6 |

### Dobles (2)
| Leyenda                                |
| -------------------------------------- |
| Grand Slam (0)                         |
| Juegos Olímpicos (0)                   |
| WTA Tour Championships (0)             |
| P. Mandatory & Premier 5, WTA 1000 (0) |
| Premier, WTA 500 (0)                   |
| International, WTA 250 (2)             |

| N.º | Fecha               | Torneos     | Superficie    | Pareja             | Oponentes en la final               | Resultado |
| --- | ------------------- | ----------- | ------------- | ------------------ | ----------------------------------- | --------- |
| 1.  | 26 de mayo de 2018  | Estrasburgo | Tierra batida | Ioana Raluca Olaru | Nadiia Kichenok Anastasia Rodionova | 7-5, 7-5  |
| 2.  | 17 de julio de 2021 | Budapest    | Tierra batida | Fanny Stollár      | Aliona Bolsova Tamara Korpatsch     | 6-4, 6-4  |

#### Finalista (4)
| N.º | Fecha               | Torneos    | Superficie    | Pareja             | Oponentes en la final          | Resultado   |
| --- | ------------------- | ---------- | ------------- | ------------------ | ------------------------------ | ----------- |
| 1.  | 4 de mayo de 2018   | Praga      | Tierra batida | Lidziya Marozava   | Nicole Melichar Květa Peschke  | 4-6, 2-6    |
| 2.  | 17 de junio de 2018 | Nottingham | Hierba        | Heather Watson     | Alicja Rosolska Abigail Spears | 3-6, 6-7(5) |
| 3.  | 30 de junio de 2018 | Eastbourne | Hierba        | Irina-Camelia Begu | Gabriela Dabrowski Xu Yifan    | 3-6, 5-7    |
| 4.  | 10 de abril de 2021 | Bogotá     | Tierra batida | Anna-Lena Friedsam | Elixane Lechemia Ingrid Neel   | 3-6, 4-6    |